# Пьетри, Дорандо
Дора́ндо Пье́три (итал. Dorando Pietri; 16 октября 1885, Корреджо — 7 февраля 1942, Сан-Ремо) — итальянский легкоатлет, специализировавшийся на длинных дистанциях, участник неофициальных летних Олимпийских игр 1906 года и официальных летних Олимпийских игр 1908 года. Пьетри прославился тем, что в рамках олимпийского марафона 1908 года пришёл первым к финишу, однако из-за того, что ему помогали дойти до финиша судьи, был лишён золотой медали.

## Биография
Родился 16 октября 1885 года в Корреджо в крестьянской семье. В 1897 году его отец переехал с семьёй в Карпи, где открыл овощную лавку. Дорандо рано начал работать учеником в пекарне, в свободное время катался на велосипеде или совершал пешие прогулки.
В сентябре 1904 года в Карпи проходили соревнования по бегу, в которых принимал участие самый известный итальянский бегун Перикл Пальяни. Пьетри, привлечённый как и многие местные жители забегом, также принял в нём участие даже не снимая рабочей одежды. Ко всеобщему удивлению он опередил Пальяни. Уже через несколько дней он дебютировал в официальных соревнованиях. Приняв участие в забеге на 3000 м в Болонье, Дорандо Пьетри пришёл вторым.
В следующем году Пьетри добился и международных успехов, победив на 30-километровой дистанции в соревнованиях в Париже. Он опередил своих соперников больше чем на 6 минут. 2 апреля 1905 года Пьетри выиграл в марафонском забеге, позволившим ему квалифицироваться для участия в марафонском забеге на летних Олимпийских играх 1906 года.
Однако марафон 1906 года оказался для Пьетри неудачным. Пробежав 24 километра и опережая соперников на 5 минут, он был вынужден сойти с дистанции из-за желудочного расстройства.
В 1907 году Пьетри одержал множество побед, в том числе на чемпионате Италии на дистанциях 5000 м и 20 км, и стал бесспорным лидером среди итальянских бегунов на дистанциях от 5000 метров и до марафонской.

## Олимпиада 1908 года

### Подготовка к Олимпиаде
Пьетри целенаправленно тренировался для участия в Летних Олимпийских играх 1908 года. В соревнованиях в Капри он пробежал дистанцию в 40 км за 2 часа 38 минут, что было великолепным результатом для своего времени.

### Выступления на Олимпиаде
14 июля Пьетри принимал участие в командном беге на 3 мили, но итальянская команда не финишировала.
Марафон состоялся 24 июля 1908 года в условиях необычно жаркой для Лондона погоды. В забеге принимало участие 57 спортсменов, в том числе и другой атлет из Италии Умберто Блази. Длина марафонского забега в те годы была непостоянной, но именно в этом забеге составляла дистанцию, позже ставшую общепринятой, — 42 195 м.
Старт гонки был дан в 14:33. Пьетри начал забег в довольно медленном темпе, но ко второй половине дистанции начал ускоряться и на отметке в 32 км был уже вторым вслед за южноафриканским спортсменом Чарльзом Хефероном. На отметке в 39 км Хеферон сбавил темп, и Пьетри обошёл его. Однако к тому времени он уже сам сильно устал и страдал от обезвоживания. Последние два километра Пьетри преодолел превозмогая себя, но к моменту выхода на финишную прямую он уже демонстрировал симптомы сильного теплового удара. Когда маршрут уже вышел на стадион, где присутствовало 75 000 зрителей, Пьетри потерял ориентацию и свернул не в ту сторону. Судьи подсказали ему, что он бежит в неверном направлении, но тут Пьетри упал в первый раз. Он поднялся при помощи судей и направился к финишу. Силы настолько оставили его, что на протяжении последних 200 метров дистанции он упал ещё 4 раза, каждый раз поднимаясь с помощью судей. Однако он всё-таки пересёк финишную черту первым, хотя и при поддержке со стороны судьи.
Общее время составило 2 часа 54 минуты 46 секунд, но около десяти минут Пьетри потратил на преодоление последних 500 метров пути.
Вторым пришёл атлет из США Джон Хейес, который также показал результат лучше, чем у победителя прошлых игр, хотя дистанция в этот раз была длиннее. Его результат считается первым мировым рекордом на стандартной марафонской дистанции. Американская команда подала жалобу на то, что Пьетри получал помощь от посторонних. Жалоба была удовлетворена, и Пьетри дисквалифицировали.

## Слава
Чрезвычайная воля к победе не осталась незамеченной. Специально для Пьетри по заказу королевы Александры был изготовлен точно такой же кубок победителя (только из позолоченного серебра), который и был вручён Пьетри в ходе церемонии награждения.
Благодаря прессе Дорандо Пьетри стал знаменитостью. И фотографии, и киноплёнка запечатлели его трагический забег и сделали его международно знаменитым. Присутствовавший на трибунах корреспондент Daily Mail Артур Конан Дойл, был впечатлён усилиями итальянского атлета. В своём репортаже он написал так:

Величайшие усилия итальянца никогда не будут вычеркнуты из истории спорта независимо от решения судей.— Peter Lovesey. Conan Doyle and the Olympics // Journal of Olympic History. — International Society of Olympic Historians, декабрь 2001-январь 2002. — Т. 10. — С. 6.]
Он же предложил читателям Daily Mail собрать средства для Пьетри, чтобы помочь тому открыть пекарню в родном городе. Было собрано 300 фунтов, из которых 5 внёс сам Конан Дойл.
Потеря медали прославила Пьетри во всём свете. Американский композитор Ирвинг Берлин даже написал песню «Дорандо».
Через несколько месяцев Пьетри получил приглашение принять участие в серии показательных выступлений в США. В рамках турне 28 ноября 1908 года в Мэдисон-сквер-гарден в Нью-Йорке состоялся специально организованный забег между Пьетри и Хейсом. На забеге присутствовало 20 тысяч зрителей, и ещё примерно 10 тысячам не хватило билетов. Почти всю дистанцию спортсмены шли вровень, но на последних 500 метрах победу одержал Пьетри. Ещё одна подобная гонка состоялась 15 марта 1909 года, она также осталась за Пьетри. Всего же он одержал победу в 17 из 22 забегов на различные дистанции, проведённых в ходе турне.
В мае 1909 года Пьетри вернулся в Италию. Ещё два года он профессионально занимался спортом. Последний марафонский забег он провёл 24 мая 1910 года в Буэнос-Айресе. Там же он установил личный рекорд — 2 часа 38 минут 49 секунд.
3 сентября 1911 года он провёл свою последнюю профессиональную гонку в Италии. Тогда в Парме он одержал победу на дистанции в 15 км. А в октябре того же года он принял участие в своем последнем профессиональном забеге в Швеции, в котором также стал победителем. На этом в возрасте 26 лет он завершил спортивную карьеру.
За три года профессионального спорта он заработал огромную сумму для того времени 200 000 лир. Он вложил средства в собственную гостиницу, открытую им совместно с братом. Но как предприниматель Пьетри был куда менее успешен, чем как спортсмен: гостиница обанкротилась. В 1923 году Пьетри переехал в Сан-Ремо, где возглавил автомастерскую.
Скончался в возрасте 56 лет от сердечного приступа. Кубок, вручённый Пьетри на Олимпийских играх, теперь хранится в здании, где некогда был его отель. На нём выгравирована надпись: «To Pietri Dorando — In remembrance of the Marathon race from Windsor to the Stadium — July. 24. 1908 From Queen Alexandra».

## Образ Дорандо Пьетри в культуре
В 2012 году итальянская государственная телерадиокомпания RAI выпустила мини-сериал «Мечта марафонца», посвящённый Пьетри.
Также неоднократно Пьетри становился героем песен и литературных произведений.